# دان فرانتز
دان فرانتز (بالإنجليزية: Dan Frantz)‏ هو لاعب كرة قدم أمريكية أمريكي، ولد في 9 يوليو 1977.